# Bob Loughman
Bob Loughman Weibur (Tanna, 8 de marzo de 1961) es un político vanuatuense, primer ministro de la República de Vanuatu desde el 20 de abril de 2020 hasta el 4 de noviembre de 2022.

## Trayectoria
Miembro del Vanua'aku Pati, fue elegido por primera vez al Parlamento en las elecciones generales de 2004 como diputado por Tanna. Fue reelegido tanto en 2008 y 2012. En marzo de 2013, tras un cambio de gobierno, el nuevo primer ministro Moana Carcasses Kalosil lo nombró ministro de Educación.
El nuevo primer ministro Joe Natuman mantuvo a Loughman en su puesto como Ministro de Educación. Perdió el cargo el 11 de junio de 2015 cuando el gobierno de Natuman fue derrocado en una moción de censura.
Desde 2018 es el nuevo líder de su partido. Ese mismo año asumió como Vice primer ministro, y Ministro de Turismo y Comercio durante la administración de Charlot Salwai, ejerciendo como tal hasta 2019.

## Primer ministro de Vanuatu
Desde el 20 de abril de 2020, Loughman es primer ministro de Vanuatu.
Loughman es un crítico abierto del manejo de la situación en Papúa Occidental por parte del gobierno indonesio. Apoya la causa de los separatistas del Movimiento Papúa Libre. Durante su discurso en la Asamblea General de las Naciones Unidas de 2020, Loughman criticó a Indonesia por las violaciones de derechos humanos en la región, lo que provocó una respuesta de los diplomáticos indonesios que calificaron su discurso de tener una "obsesión excesiva y malsana" con la causa de Papúa Occidental y acusó a Loughman de entrometerse en los asuntos internos de su país.

### Moción de censura
El 1 de junio de 2021, la oposición presentó una moción de censura contra Loughman por presunto gasto excesivo en la situación de crisis nacional por la pandemia de COVID-19 y el impacto del ciclón Harold del año anterior, argumentando que el mismo había tenido un impacto negativo en la economía nacional. Tras el boicot al órgano legislativo por parte de los parlamentarios del gobierno durante tres días, en parte para evitar la moción de censura, el presidente del Parlamento, Gracia Shadrack declaró el 8 de junio de 2021 que los escaños de Loughman y otros 17 parlamentarios estaban vacantes. El juez de la Corte Suprema, Oliver Saksak, suspendió el fallo hasta que un tribunal pudiera considerar formalmente la disputa. Finalmente, el 18 de junio de 2021, Saksak confirmó que 19 diputados gubernamentales, incluido Loughman, habían perdido sus escaños.